# Thập niên 660
Thập niên 660 hay thập kỷ 660 chỉ đến những năm từ 660 đến 669.